# Agrotis atha
Agrotis atha là một loài bướm đêm trong họ Noctuidae.